# Bouyei
Cet article concerne la langue bouyei. Pour le peuple bouyei, voir Buyei.
Le bouyei (ou buyi) est une langue taï-kadaï, de la branche taï, parlée dans le Sud-Ouest et le centre province du Guizhou en République populaire de Chine. Des locuteurs, en nombre plus réduit, se trouvent dispersés dans le Yunnan, le Sichuan, ainsi que dans le Nord du Viêt Nam.

## Classification interne
Le bouyei est une des langues taï du Nord, un des groupes des langues taï, qui font partie de la famille de langues taï-kadaï.

## Écriture
Le bouyei n'est écrit que depuis 1956, date à laquelle il a été doté d'une écriture basée sur l'alphabet latin et réformée en 1981 et en 1985. La langue littéraire bouyei est basée sur la variante parlée à Fuxing dans le xian de Wangmo.

### Alphabet
| Caractère     | Caractère | Caractère | Caractère | Caractère | Caractère | Caractère | Caractère | Caractère | Caractère | Caractère | Caractère | Caractère | Caractère | Caractère | Caractère | Caractère | Caractère | Caractère | Caractère | Caractère | Caractère | Caractère | Caractère | Caractère | Caractère | Caractère | Caractère | Caractère | Caractère | Caractère | Caractère | Caractère | Caractère | Caractère | Caractère |
| ------------- | --------- | --------- | --------- | --------- | --------- | --------- | --------- | --------- | --------- | --------- | --------- | --------- | --------- | --------- | --------- | --------- | --------- | --------- | --------- | --------- | --------- | --------- | --------- | --------- | --------- | --------- | --------- | --------- | --------- | --------- | --------- | --------- | --------- | --------- | --------- |
| a             | b         | by        | c         | d         | e         | ee        | f         | g         | gv        | h         | i         | j         | k         | l         | m         | mb        | my        | n         | nd        | ng        | ngv       | ny        | o         | p         | q         | qy        | qv        | r         | s         | t         | u         | w         | x         | y         | z         |
| Prononciation |           |           |           |           |           |           |           |           |           |           |           |           |           |           |           |           |           |           |           |           |           |           |           |           |           |           |           |           |           |           |           |           |           |           |           |
| a             | p         | pʲ        | tsʰ       | t         | ɯ         | e         | f         | k         | kʷ        | x         | i         | tɕ        | kʰ        | l         | m         | ʔm        | mʲ        | n         | ʔn        | ŋ         | ŋʷ        | ɲ         | o         | pʰ        | tɕʰ       | ʔj        | ʔw        | z         | s         | tʰ        | u         | w         | ɕ         | j         | ts        |

### Tons
Les tons sont indiqués par une consonne écrite à la fin de la syllabe.
| Ton         | Ton | Ton | Ton | Ton | Ton | Ton | Ton |
| ----------- | --- | --- | --- | --- | --- | --- | --- |
| 1           | 1'  | 2   | 3   | 3'  | 4   | 5   | 6   |
| Valeur      |     |     |     |     |     |     |     |
| 24          | 11  | 53  | 31  | 35  | 33  | 35  | 33  |
| Orthographe |     |     |     |     |     |     |     |
| l           | z   | c   | x   | s   | h   | t   | b   |

## Sources
- (en + zh) Somsonge Burusphat, Jerold A. Edmondson, 2001, Bouyei-Chinese-Thai-English Dictionary, Sayala, Institute of Language and Culture for Rural Development, Mahidol University  (ISBN 974-665-347-4)
- (en) Wang Wei, 1997, The Sound System of the Bouyei Language and its Special Features, dans Jerold A. Edmondson, David B. Solnit (éditeurs), Comparative Kadai. The Tai Branch, pp. 147–160, SIL International and the University of Texas at Arlington Publications in Linguistics, vol. 124, Arlington, Summer Institute of Linguistics et The University of Texas at Arlington.
- (zh) Ni Dabai, 1990, 侗台语概论 - Dòngtáiyǔ gàilùn - An Introduction to Kam-Tai Languages, Pékin, Zhōngyāng mínzú xuéyuàn chūbǎnshè  (ISBN 7-81001-199-5)